# Umschwung
Umschwung ist ein dramaturgischer Fachbegriff, familienverwandt mit Wendepunkt, retardierendes Moment oder Plot point, und kennzeichnet die „Richtungsänderung“ eines Handlungsverlaufs oder Plots: man blickt plötzlich einem anderen Ende entgegen als dem erwarteten. Das altgriechische Wort dafür ist Peripetie.